# Emily Remler

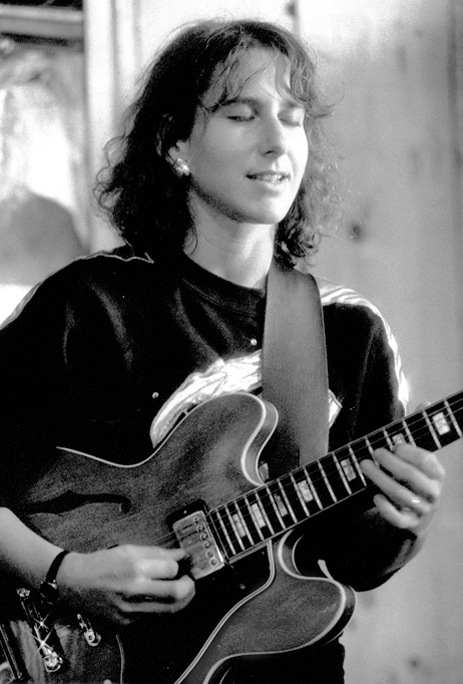
Emily Remler (1984)

Emily Remler (* 18. September 1957 in New York City, New York; † 4. Mai 1990 in Sydney, Australien) war eine US-amerikanische Jazzgitarristin. 

## Leben
Emily Remler wuchs in Englewood auf und stammte aus einer kunstsinnigen Familie. Nachdem sie in Bluesbands begonnen hatte, studierte sie am Berklee College of Music. Anschließend arbeitete sie in New Orleans in einem Hotel-Orchester und begleitete dort Stars wie Michel Legrand oder Nancy Wilson, spielte aber auch mit Bobby McFerrin oder Branford Marsalis.
Herb Ellis, der sie als „new superstar of guitar“ bewertete, vermittelte ihr einen Plattenvertrag. Bereits mit dem ersten Album, auf dem sie mit Hank Jones spielte, gelang ihr der Durchbruch. Mit David Friedman trat sie 1981 in Europa, unter anderem bei den Berliner Jazztagen, auf. Sie arbeitete mit der eigenen Gruppe, aber auch für Astrud Gilberto, Rosemary Clooney, Ray Brown und Monty Alexander, mit dem sie zwischen 1981 und 1984 verheiratet war. Weiterhin spielte sie Duos mit ihren Kollegen Herb Ellis, Barney Kessel und Larry Coryell und im Trio mit letzterem und Michal Urbaniak. Sie unterrichtete an der Duquesne University, die 1992 einen nach ihr benannten Stipendienfonds einrichtete. 
Emily Remler starb im Alter von 32 Jahren an Herzversagen – vermutlich eine Folge ihrer Heroinabhängigkeit. Zwei Tributealben wurden unter dem Titel Just Friends (Vol. 1 und 2) von ihren Freunden nach ihrem Tod eingespielt, unter anderem mit Herb Ellis, David Benoit, Bill O’Connell oder David Beberg. 2006 nahm das Skip Heller Quartet den Song Emily Remler zur Erinnerung an sie auf. 2024 erschien der Livemitschnitt Cookin’ at the Queens: Live in Las Vegas 1984 & 1988 auf Resonance Records.